# Nunatak Lacroix
Nunatak Lacroix är en nunatak i Antarktis. Den ligger i Östantarktis. Frankrike gör anspråk på området. Toppen på Nunatak Lacroix är 88 meter över havet.
Terrängen runt Nunatak Lacroix är kuperad söderut, men norrut är den platt. Havet är nära Nunatak Lacroix åt nordost. Trakten är obefolkad. Det finns inga samhällen i närheten.